# Peter Prehn
Peter Prehn (* 2. November 1941) ist ein ehemaliger deutscher Handballspieler.

## Leben
Prehn begann 1947 als Sechsjähriger beim TSV Altenholz Handball zu spielen. 1964 wechselte der Rückraumspieler zum THW Kiel, für den er von 1967 bis 1972 in der Handball-Bundesliga auflief. Dabei erzielte er in 69 Spielen 96 Tore.
1968 absolvierte Prehn drei Länderspiele für die deutsche Nationalmannschaft, eines davon in der Kieler Ostseehalle gegen Norwegen.
Nach dem Ende seiner Spielerkarriere war Prehn als Handballtrainer beim TSV Altenholz tätig.
Peter Prehn ist verheiratet und lebt in Flintbek.